# انجمن دانشگاه‌های آفریقا
انجمن دانشگاه‌های آفریقا (عربی: اتحاد الجامعات الأفريقية)یک انجمن دانشگاهی از دانشگاه‌های آفریقایی مستقر در آکرا، غنا است و در ۱۲ نوامبر ۱۹۶۷ در رباط مراکش تأسیس شد، به دنبال توصیه‌هایی که در کنفرانسی که قبلاً توسط سازمان علمی و فرهنگی آموزشی سازمان ملل متحد (یونسکو) در آنتاناناریوو، ماداگاسکار در سپتامبر ۱۹۶۲ میلادی برگزار شد، ارائه شد شکل گرفت. این انجمن با عضویت اولیه ۳۴ دانشگاه شکل گرفت و امروزه ۳۴۰ عضو از ۴۶ کشور دارد. این انجمن بستری برای تحقیق، تأمل، مشورت، بحث، همکاری و همکاری در موضوعات مربوط به آموزش عالی فراهم کرده‌است. این سازمان طیف وسیعی از خدمات را به اعضای خود ارائه داده و به آموزش‌های عالی آفریقایی به روش‌های مختلف خدمت کرده‌است. ین انجمن دارای ظرفیت منحصر به فردی برای دعوت رهبران موسسات آموزش عالی و سیاست گذاران از تمام نقاط قاره و در مورد موضوعات کلیدی مربوط به آموزش و توسعه عالی آفریقا است و در زمینه شناسایی مسائل در حال ظهور و پشتیبانی از بحث دربارهٔ آنها و تسهیل اقدامات پیگیری مناسب توسط اعضا، شرکا و سایر ذینفعان فعالیت می‌کند.